# Arius

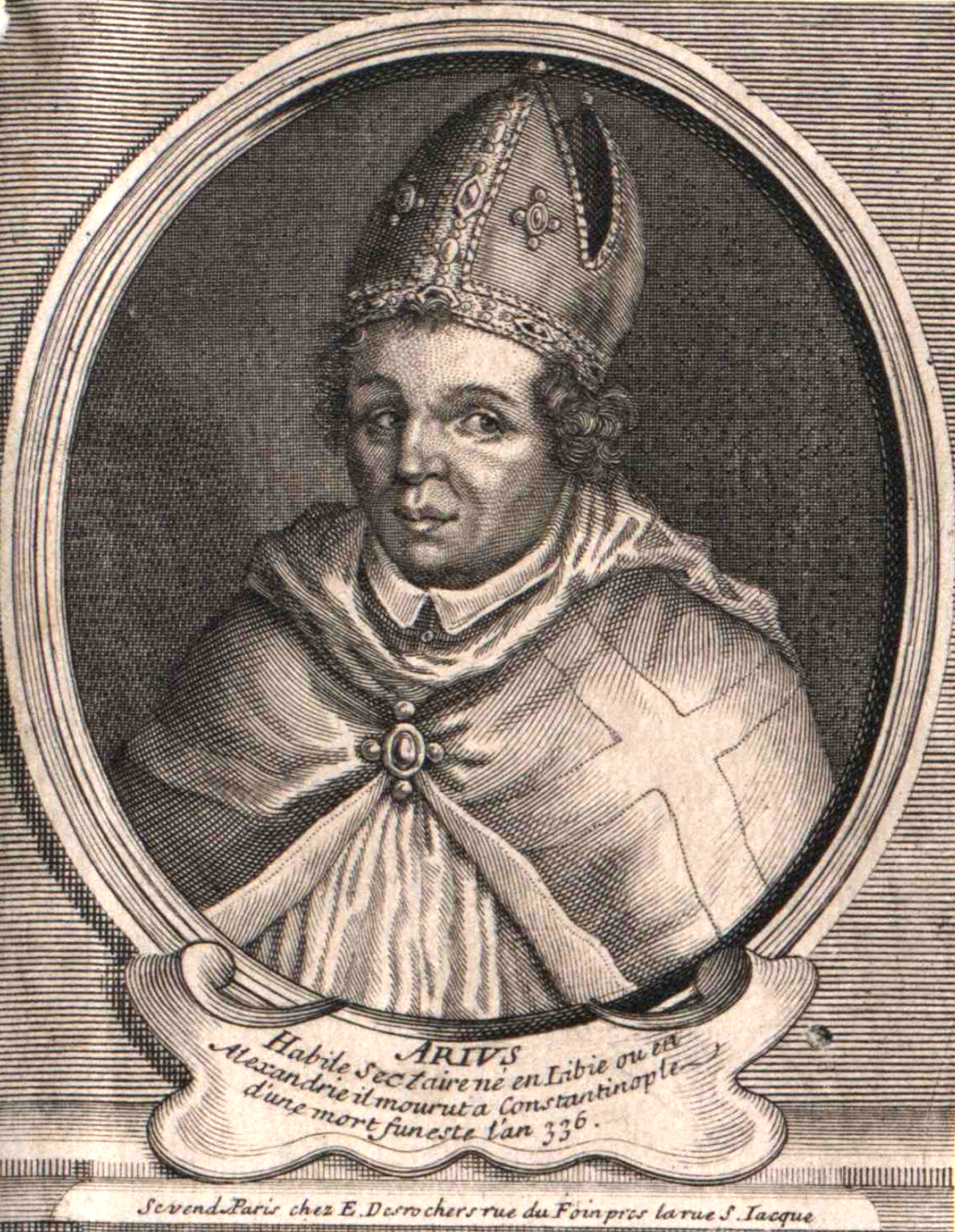
Arius.

Arius [aˈriːʊs] (grekiska Ἄρειος, Areios), född 256, död 336 i Konstantinopel, eventuellt genom förgiftning. Han räknas som grundare av arianismen. Arius var asket och presbyter i Alexandria, och var troligen av libysk härkomst, enligt Epiphanius av Salamis.
Under en svår tid lyckades han överleva den sista svåra förföljelsen som riktades mot de kristna i romarriket under kejsar Diocletianus regeringstid (284-305). Arius skall ha varit elev till Lukianos av Antiochia. 
Arius av Alexandria var av den fasta övertygelsen att Kristus var av Gud skapad, den första och högsta av alla skapade varelser men, trots att han var utan synd, underkastad Fadern och alltså inte Gud. Denna antitrinitariska lära kallas för subordinationsläran. Men Athanasius, Arius överordnade biskop i Alexandria (som kom att formulera Treenighetsläran), hävdade att detta var kätteri. Han menade att Gud Fadern och Jesus, "Sonen", var av samma väsen - olika hypostaser av samma Gud - och alltid hade existerat sida vid sida. Arius och Athanasios motarbetade varandra och sökte överbevisa världen om att de hade rätt. Efter många kyrkomöten, och efter dramatiska kyrkopolitiska vändningar, blev till slut Athanasios tolkning den officiella och "ortodoxa" (renläriga), medan Arius och hans anhängare stämplades som kättare. Flera vetenskapliga studier tyder på att Arius blev förgiftad av sina motståndare.
Arius huvudsakliga arbete, Θαλια (Thalia), brändes liksom resten av hans böcker på bål och förbjöds, även om fragment av texterna överlevt till vår tid. Arianismen, som tidvis hade stora framgångar, fördömdes av biskop Alexander av Alexandria år 319 och därefter vid kyrkomötet i Nicaea år 325. Kontroversen mellan lärorna fortsatte dock långt efter att de båda avlidit. Detta berodde bland annat på att många av de som missionerade bland goter och andra folk norröver var arianer. Från dessa spred sig arianismen snabbt till andra germanfolk: burgunder, vandaler, sveber med flera. Denna åtskillnad i religion mellan germaner och romare förhindrade länge de två folkens sammansmältning. Bland langobarderna kvarlevde arianismen in på 700-talet. 
Vad gäller den Helige Ande trodde Arius att den var en person men att den var underlägsen både Fadern och Sonen. Denna lära blev mycket populär men stötte på våldsamt motstånd inom kyrkan. Vid kyrkomötet i Nicaea år 325  landsförvisades Arius, och hans läror fördömdes.
Arianska läror har dykt upp med jämna mellanrum i kyrkohistorien. En ariansk hållning har idag bland annat Jehovas Vittnen och Swedenborgianismen. Även den unitariska rörelsen står för en liberal lära med rötter i en anti-nicaensk teologi.